# Cantone di Pacy-sur-Eure
Il Cantone di Pacy-sur-Eure è una divisione amministrativa dell'arrondissement di Évreux.
A seguito della riforma approvata con decreto del 25 febbraio 2014, che ha avuto attuazione dopo le elezioni dipartimentali del 2015, è passato da 23 a 37 comuni.

## Composizione
I 23 comuni facenti parte prima della riforma del 2014 erano:
- Aigleville
- Boisset-les-Prévanches
- Boncourt
- Breuilpont
- Bueil
- Caillouet-Orgeville
- Chaignes
- Cierrey
- Le Cormier
- Croisy-sur-Eure
- Fains
- Gadencourt
- Hardencourt-Cocherel
- Hécourt
- Ménilles
- Merey
- Neuilly
- Pacy-sur-Eure
- Le Plessis-Hébert
- Saint-Aquilin-de-Pacy
- Vaux-sur-Eure
- Villegats
- Villiers-en-Désœuvre

Dal 2015 i comuni appartenenti al cantone sono i seguenti 37:
- Aigleville
- Boisset-les-Prévanches
- La Boissière
- Breuilpont
- Bueil
- Caillouet-Orgeville
- Chaignes
- Chambray
- La Chapelle-Réanville
- Le Cormier
- Croisy-sur-Eure
- Douains
- Fains
- Fontaine-sous-Jouy
- Gadencourt
- Hardencourt-Cocherel
- Hécourt
- La Heunière
- Houlbec-Cocherel
- Jouy-sur-Eure
- Ménilles
- Mercey
- Merey
- Neuilly
- Pacy-sur-Eure
- Le Plessis-Hébert
- Rouvray
- Saint-Aquilin-de-Pacy
- Saint-Just
- Saint-Marcel
- Saint-Pierre-d'Autils
- Saint-Vincent-des-Bois
- Sainte-Colombe-près-Vernon
- Vaux-sur-Eure
- Villegats
- Villez-sous-Bailleul
- Villiers-en-Désœuvre